# Арлазоров, Михаил Саулович
Михаи́л Сау́лович Арлазо́ров (26 декабря 1920, Харьков — 2 июля 1980, Москва) — русский советский писатель, журналист и сценарист.

## Биография
Родился 26 декабря 1920 года в Харькове в семье Саула Менделевича Арлазорова (1889—?), сына харьковского первой гильдии купца, и Енты Исааковны Карпин (1891—?), дочери майкопского купца второй гильдии, заключивших брак 15 января 1918 года там же. Дед — купец первой гильдии Мендель Гецелевич Арлазоров (1866 — 29 декабря 1919). Окончил Харьковский авиационный институт (по другим сведениям, Казанский авиационный институт) и курсы сценаристов при ВГИКе. Член Союза журналистов и Союза кинематографистов СССР, сотрудник редакции журнала «Знание — сила».
Писал книги и сценарии к кинофильмам; печатался с 1946 года. Работал в основном в жанре научно-популярной литературы. Многие его произведения посвящены авиации и космонавтике; в них он рассказывал о достижениях в данной области, об учёных и конструкторах. В 1966 году вышла в свет его книга «Вам письмо!», повествующая об истории почты, а также почтовых марок и других знаков почтовой оплаты.
Скончался в Москве, урна с прахом захоронена в колумбарии 22 Нового Донского кладбища.

## Произведения
- Арлазоров М. С.  Константин Эдуардович Циолковский. Его жизнь и деятельность. 2-е изд. — М.: Гостехиздат, 1957. — 143 с.
- Арлазоров М. С.  Человек на крыльях. — М.: ДОСААФ, 1958. — 276 с.
- Арлазоров М. С.  Жуковский. — М.: Молодая гвардия, 1959. — 302 с. — (Жизнь замечательных людей).
- Арлазоров М. С.  Циолковский. — М.: Молодая гвардия, 1962. — 320 с. — (Жизнь замечательных людей).
- Арлазоров М. С.  Вам письмо!. — М.: Советская Россия, 1966. — 230 с.
- Арлазоров М. С.  Протазанов. — М.: Искусство, 1973. — 280 с. — (Жизнь в искусстве).
- Арлазоров М. С.  Фронт идёт через КБ. Жизнь авиационного конструктора, рассказанная его друзьями, коллегами, сотрудниками. 2-е изд. — М.: Знание, 1975. — 224 с. — (Творцы науки и техники).  (О С. А. Лавочкине)
- Арлазоров М. С.  Артём Микоян. — М.: Молодая гвардия, 1978. — 272 с. — (Жизнь замечательных людей).
- Арлазоров М. С.  Дорога на космодром. — М.: Политиздат, 1980. — 164 с.  (Об А. М. Исаеве)
- Арлазоров М. С.  Винт и крыло. Несколько страниц истории авиации. — М.: Знание, 1980. — 175 с.

## Фильмография

### Сценарист

#### Документальные фильмы
- 1948 — «Что такое электричество?»
- 1951 — «Путь лётчика Нестерова»
- 1955 — «На стальных магистралях»
- 1956 — «Цех-автомат»
- 1961 — «Мост в космос»

#### Художественный фильм
- 1962 — «Барьер неизвестности»[6]